# Julius Honka
Julius Honka, född 3 december 1995, är en finländsk professionell ishockeyback som spelar för Luleå HF (SHL), Han har tidigare spelat på lägre nivå för Swift Current Broncos i Western Hockey League (WHL).
Honka draftades i första rundan i 2014 års draft av Dallas Stars som 14:e spelare totalt.

## Statistik
| 2013–2014  | Swift Current Broncos | WHL        | 62  | 16 | 40 | 56 | 52  | 6 | 2 | 0 | 2 | 6 |
| 2014–2015  | Texas Stars           | AHL        | 68  | 8  | 23 | 31 | 55  | 3 | 1 | 1 | 2 | 4 |
| 2015–2016  | Texas Stars           | AHL        | 73  | 11 | 33 | 44 | 38  | 4 | 0 | 1 | 1 | 4 |
| 2016–2017  | Dallas Stars          | NHL        | 1   | 0  | 1  | 1  | 0   | — | — | — | — | — |
|            | Texas Stars           | AHL        | 16  | 3  | 9  | 12 | 37  | — | — | — | — | — |
| NHL totalt | NHL totalt            | NHL totalt | 1   | 0  | 1  | 1  | 0   | — | — | — | — | — |
| AHL totalt | AHL totalt            | AHL totalt | 157 | 22 | 65 | 87 | 130 | 7 | 1 | 2 | 3 | 8 |